# 德文·吉爾哈特
德文·吉爾哈特（Devon Gearhart，1995年5月5日—）是美國的一位演員。他出生並成長在喬治亞州亞特蘭大，自7歲開始演藝事業。吉爾哈特現在居住在洛杉磯。